# Marijan Valković
Marijan Valković (Vrbnik, 26. studenoga 1927. – Zagreb, 3. prosinca 2000.) bio je hrvatski katolički svećenik, moralni teolog i znanstvenik.

## Životopis
Rođen je 26. studenoga 1927. u Vrbniku od oca Antuna i majke Margarete r. Lucetić. Tamo je pohađao osnovnu školu, a gimnaziju u Krku, Rijeci, Vidmu/Udine i Pazinu gdje je 1948. položio ispit zrelosti na Klasičnoj gimnaziji Biskupskog sjemeništa. Teologiju završava 1954. na Katoličkome bogoslovnom fakultetu u Zagrebu. Za svećenika je zaređen 29. lipnja 1954. godine. Mladu misu slavi 4. srpnja 1954. u Svetištu Majke Božje trsatske na Trsatu.
Na Papinskom je sveučilištu Gregoriana 1964. godine u Rimu postigao doktorat iz teologije disertacijom o teološkoj antropologiji i teološkim pogledima na ženu i brak kod njemačkog teologa iz 19. stoljeća Mathiasa Josepha Scheebena. Dok je radio na disertaciji upisao je dvogodišnji poslijediplomski studij moralne i pastoralne teologije na Papinskoj akademiji Alfonsiani pri Lateranskom sveučilištu u Rimu, gdje je nakon doktorata iz teologije 1965. godine postigao diplomu expertus in theologia morali koja je na Katoličkome bogoslovnom fakultetu u Zagrebu nostrificirana kao diploma doktorata teoloških znanosti u specijalizaciji moralne teologije. Drugi doktorski rad o teologiji ministerija ispovijedi pod vodstvom Bernharda Häringa, prerađen i u skraćenom obliku tiskan je u znanstvenom časopisu Studia Moralia.
U Zadru predaje dogmatiku i povijest filozofije te moralnu teologiju i katehetiku na Visokoj Bogoslovnoj školi, a kada su u Rijeci 1966. ponovno otvoreni Bogoslovno sjemenište i Visoka bogoslovna škola imenovan je profesorom moralne teologije i društvenog nauka Crkve te rektorom sjemeništa. Godine 1974. prihvaća poziv Vijeća Katoličkoga bogoslovnog fakulteta da preuzme predavanja na katedri moralne teologije na Fakultetu u Zagrebu. Ubrzo je imenovan docentom, a iduće godine i predstojnikom katedre moralne teologije. Dekretom Velikog kancelara od 16. studenoga 1992. potvrđen je njegov izbor za redovnog profesora Katoličkoga bogoslovnog fakulteta u Zagrebu. Umirovljen je 30. rujna 1997. godine, no i nakon umirovljenja nastavio je predavati kao honorarni nastavnik. Bio je i profesor-gost na teološkim fakultetima u Beču, Grazu i Mainzu.
Valković je bio član više vijeća Biskupske konferencije, teološkog društva „Kršćanska sadašnjost”, Međunarodnog interkonfesionalnog društva „Societas Ethica” te Europskoga teološkog društva. Sudjelovao je u radu Katoličkih teologa moralista i socijalnih etičara njemačkoga jezičnog područja, a bio je i član radne zajednice austrijskih socijalnih etičara.
Umro je od srčanog udara 3. prosinca 2000. godine. Pokopan je u svećeničkoj grobnici u loži sv. Ivana Krstitelja u Vrbniku.

## Nagrade i priznanja
- Papa Ivan Pavao II. imenovao ga je 1994. počasnim crkvenim naslovom kućnog „kapelana” (monsinjor)[7]
- Redom Danice hrvatske s likom Ruđera Boškovića za znanost (1998.)[4]
- Na rodnoj mu je kući postavljena spomen-ploča.[7]

### Članci
- Valković, Jerko. 2006. Život i lik ddr. Marijana Valković. Riječki teološki časopis. Riječki teološki časopis. Rijeka. 28 (2): 345–352